# КБ-503
КБ-503 — модельный ряд самоходных башенных кранов 5-й размерной группы на рельсовом полотне, с поворотной башней и балочной стрелой. Одна из самых массовых моделей башенных кранов в России.
Краны предназначены для возведения жилых, промышленных, административных зданий и сооружений высотой до 73 метров и массой монтируемых элементов до 10 тонн.

## История

### Предшественник
В 1960-х годах «Главленинградстроем» было выдано задание на разработку башенного крана грузоподъёмностью до 10 тонн для строительства зданий высотой от 17-ти до 25-ти этажей и шириной 30 метров. Новый кран, разработанный в 1969 году, получил индекс КБ-502 (альтернативное название — КБк-250).
Через некоторое время ленинградский Механический завод УКР Исполкома Ленсовета (ныне ОАО «Механический завод») освоил выпуск этой модели. Всего заводом было произведено 22 крана КБк-250.

### КБ-503
В дальнейшем, в 1970-е годы, на базе модели КБк-250 (КБ-502) был разработан новый башенный кран, получивший индекс КБ-503, а затем появилась и его первая модификация КБ-503А. С 1973 года завод стал серийно выпускать вторую модель 503-го крана, КБ-503Б (грузоподъёмность до 12,5 т). Базовый 503-й кран был предназначен для использования в ветровых районах с I по III (допускается его использование в IV—VII районах при пониженной высоте башни) и имеет несколько исполнений (базовое, 2 удлинённых и укороченное). Количество исполнений достигается благодаря конструкции рабочей стрелы, имеющей три промежуточных секции. Кран может эксплуатироваться как с горизонтальной, так и с наклонной стрелой (до 30 °). В период с 2001 года по 2002 год на заводе была проведена модификация модели КБ-503Б, в результате которой появился кран КБ-503Б.21 грузоподъёмностью 10 тонн при высоте подъёма 60 метров.

### Дальнейшие разработки
В 2003 году Механический завод совместно с ФГУП СКТБ БК создали (на базе крана КБ-503) новый модельный ряд, КБСМ-503. Эти краны предназначены для возведения зданий и сооружений высотой до 90 метров и шириной до 42 метров.

## Технические характеристики
Технические характеристики кранов указаны в карточке. В скобках (кроме строки «ветровой район») указаны данные для крана КБк-250.

## Конструкция

### Ходовая и поворотная часть

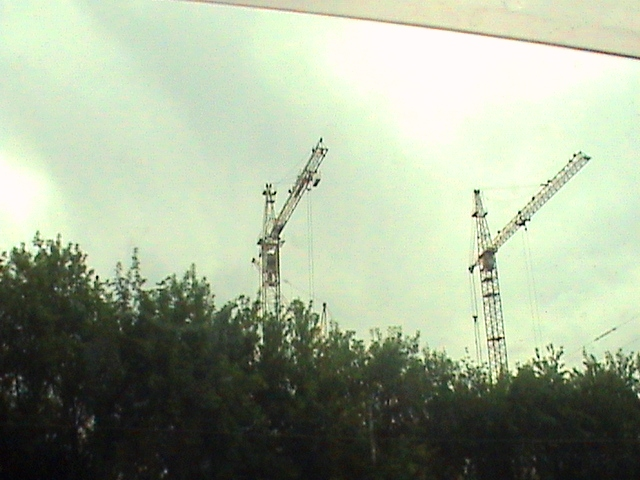
КБ-503 (справа)

Кольцевая рама — сварная кольцевая балка с проушинами для крепления четырёх флюгеров. Соединение флюгеров — симметричное, они имеют трапециевидную форму, то есть в месте опирания на опорные тележки они имеют меньшую высоту. Ходовые (опорные) тележки крана — трёхколёсные (у КБк-250 типа МТРГУ-120), грузоподъёмностью 90 тонн. Тележка состоит из балансирной рамы с одним ведомым колесом и ведущей двухколёсной тележки, аналогичной унифицированной. Крепление тележки к ходовой раме осуществляется при помощи шкворня. По бокам тележки располагаются противоугонные захваты, откидного типа. Для защиты среднего колеса от отрыва от рельса при сильных ветрах конструкцией предусмотрены специальные кронштейны. Эти кронштейны используются также при перевозке крана — для фиксации тележки. Привод тележки осуществляется от электрического двигателя с короткозамкнутым ротором.
В верхней части кольцевой рамы приварено опорное кольцо поворотного устройства. Опорно-поворотное устройство КБ-503 выполнено с использованием двухрядных роликовых кругов, либо многорядных кругов «смешанной конструкции» (часть рядов на роликах, а часть с шариками). Поворотная платформа крана относится к т. н. плоскому типу, поскольку все рабочие механизмы, электрооборудование, а также балласт расположены на одной плоской раме. На платформе КБ-503Б установлены три поворотных механизма (у КБк-250 их два), привод типа ГД (генератор-двигатель постоянного тока), а также унифицированные лебёдки — монтажная и грузовая.

### Башня
Башня крана — четырёхгранная, решётчатая конструкция, выполненная в виде фермы из труб. Относится к типу «подращиваемых снизу». Башня состоит из следующих частей: портала, промежуточных секций, верхней секции (с кабиной управления), оголовка и распорки.
Каждая секция башни имеет длину 7,6 метров. На стыках секций используются быстросъёмные соединения. Нижняя часть конструкции башни сдвинута относительно поворотной части крана наружу. Благодаря этому имеется возможность вести монтаж крана собственными механизмами — очередная секция башни ставится прямо на землю (в вертикальное положение), а затем ведётся подращивание.
Максимальное количество промежуточных секций в башне может достигать: в кране КБ-503 их пять штук, в модели КБ-503Б.21 их может быть установлено до шести, а у модели КБСМ-503Б — семь.
На кране КБ-503 имеется подъёмник, перемещающийся вдоль направляющих внутри секций башни. В модификации КБ-503Б подъёмник отсутствует.

### Кабина управления
Кабина управления устанавливается в верхней секции аналогично крану КБ-405 и может занимать два положения: рабочее (выдвинутое) и транспортное. В кране КБ-503Б.21 и более поздних моделях установлена кабина улучшенной обзорности, бескаркасная, с тонированными стёклами. Система управления краном — бесконтактная, типа «Радиус».

### Рабочая стрела
КБк-250 был оборудован балочной решётчатой стрелой трёхгранного сечения, с перемещающейся вдоль двух нижних поясов грузовой тележкой. Особенностью этого крана стала конструкция стрелы, которая имеет 2 положения: либо горизонтальное, либо ломаное. Последнее достигается благодаря установке и закреплению корневой части стрелы к оголовку башни при помощи специальной стойки. Верхняя же часть (головная секция) при этом установлена под углом (наклонно) до 30 ° к горизонту. При наклонном положении значительно увеличивается высота подъёма. Верхний пояс и раскосы стрелы решётчатые и выполнены из труб, а ездовые пояса (нижние) имеют коробчатое сечение и сделаны на сварке, из двух уголков.
У модифицированного КБ-503 стрела включает три промежуточных секции. Однако, в отличие от предшественника, стойки для закрепления корневой секции стрела не имеет. Крепление производится сбоку к башне — опорный шарнир находится сбоку, за пределами башни. Рабочая стрела крана может занимать два положения: горизонтальное, либо наклонное (угол до 30 °). В случае наклонного положения груз перемещается почти горизонтально. Благодаря наличию трёх промежуточных секций имеется возможность создать четыре исполнения крана: основное, укороченное и два удлинённых (КБ-503, КБ-503.1, КБ-503.2 и КБ-503.3), которые отличаются грузовысотными характеристиками.
Максимальная длина рабочей стрелы может составлять: 40 м (КБ-502), 35 м (КБ-503), 50 м (у КБСМ-503Б).

### Запасовка канатов
Благодаря специальной схеме запасовки грузового каната (у КБк-250) обеспечивается горизонтальное перемещение груза при движении грузовой тележки по наклонно расположенной стреле.

### Рабочие механизмы
- Грузовая лебёдка. Особенность КБк-250 и КБ-503 — применение на грузовых лебёдках электродвигателей на постоянном токе. Преобразователь тока располагается на поворотной платформе[6]. Электродвигатель соединён зубчатой муфтой с редуктором одним концом, а на второй насаживается шкив тормоза. С выходным валом редуктора барабан связан зубчатой муфтой. Барабан лебёдки имеет два разных диаметра — больший работает при намотке канатов, а меньший используется при сборке крана[5]. Скорость лебёдки — регулируемая, от 0,33 м/с до 1,3 м/с[6].
- Тяговая лебёдка — двухскоростная. Обеспечивает при монтаже более точную наводку груза и плавность перемещения грузовой каретки[6].
- Монтажная лебёдка. Предназначена для подращивания башни. Размещена на поворотной платформе. Оснащена барабаном с многослойной навивкой троса[6].
- Поворотное устройство. Для более точной работы конструкция механизма дополнена предохранительной муфтой[6].

## Эксплуатация: монтаж-демонтаж, перевозка
Перевозку КБ-502 осуществляют в частично собранном виде (без двух ходовых тележек, рабочей стрелы, плит противовеса и секций башни) на четырёх подкатных тележках специально оборудованным автотягачом КРАЗ-255В. При перевозке КБ-502 длина транспортного поезда составляет 30,6 м, а высота и ширина — 4,2 м.

## Происшествия с КБ-503
- В начале июня 2003 года на стройплощадке Санкт-Петербурга при разборке крана модели КБ-503 произошло падение его рабочей стрелы. В результате погиб 41-летний стропальщик. По заявлению директора управления механизации, «падения стрелы не было, так как она была уже опущена в процессе разборки крана, а сам кран был исправен». Погибший стропальщик находился внутри конструкции крана в момент падения стрелы. Его смерть наступила мгновенно. В качестве возможных причин ЧП называется нарушение мер безопасности при разборке[7].